# 大三島町
大三島町（おおみしまちょう）は、愛媛県の東予地方にあった町である。下記以外の詳細は大三島の項目参照。

## 地理
芸予諸島の大三島を東西に二分したうち、西側である。

## 歴史

### 沿革
- 1889年12月15日 - 町村制施行に伴い越智郡に以下の3村が成立。
  - 鏡村 ← 肥海村, 大見村, 明日村
  - 宮浦村 ← 宮浦村, 台村
  - 岡山村 ← 野々江村, 口惣村, 浦戸村, 宗方村
- 1955年3月31日 - 鏡村と宮浦村とが合併して町制施行し、大三島町となる。
- 1956年9月23日 - 大三島町が岡山村と合併して、大三島町となる。
- 2005年1月16日 - 今治市，菊間町，大西町，波方町，玉川町，朝倉村，吉海町，宮窪町，伯方町，上浦町，関前村と合併して今治市となり、自治体としては消滅した。

```
大三島町の系譜
（町村制実施以前の村）　（明治期）　　　　　　（昭和の合併）　　　　　　　　　（平成の合併）
　　　　　　　　　　　　町村制施行時
肥海　　━━━┓
大見　　━━━╋━━━鏡村　━━━━━━━━┓昭和30年3月31日　昭和31年9月23日
明日　　━━━┛　　　　　　　　　　　　　　┃　町制　　　　　　合体
宮浦　　━━━┓　　　　　　　　　　　　　　┣━大三島町━━┳━━━━━━━━━━┓
　　　　　　　┣━━━宮浦村━━━━━━━━┛　　　　　　　┃　　　　　　　　　　┃
台　　　━━━┛　　　　　　　　　　　　　　　　　　　　　　┃　　　　　　　　　　┃
野々江　━━━┓　　　　　　　　　　　　　　　　　　　　　　┃　　　　　　　　　　┃
口総　　━━━┫　　　　　　　　　　　　　　　　　　　　　　┃　　　　　　　　　　┃
浦戸　　━━━╋━━━岡山村━━━━━━━━━━━━━━━━┛　　　　　　　　　　┃
宗方　　━━━┛　　　　　　　　　　　　　　　　　　　　　　　　　　　　　　　　　┃平成17年1月16日
　　　　　　　　　　　　　　　　　　　　　　　　　　　　　　　　　　　　　　　　　┃新設合併、新・今治市発足
　　　　　　　　　　　　　　　　　　　　　　　　　　　　　　　　　　今治市━━━━╋━━今治市
　　　　　　　　　　　　　　　　　　　　　　　　　　　　　　　　　　朝倉村━━━━┫
　　　　　　　　　　　　　　　　　　　　　　　　　　　　　　　　　　玉川町━━━━┫
　　　　　　　　　　　　　　　　　　　　　　　　　　　　　　　　　　波方町━━━━┫
　　　　　　　　　　　　　　　　　　　　　　　　　　　　　　　　　　大西町━━━━┫
　　　　　　　　　　　　　　　　　　　　　　　　　　　　　　　　　　菊間町━━━━┫
　　　　　　　　　　　　　　　　　　　　　　　　　　　　　　　　　　吉海村━━━━┫
　　　　　　　　　　　　　　　　　　　　　　　　　　　　　　　　　　宮窪町━━━━┫
　　　　　　　　　　　　　　　　　　　　　　　　　　　　　　　　　　伯方町━━━━┫
　　　　　　　　　　　　　　　　　　　　　　　　　　　　　　　　　　上浦町━━━━┫
　　　　　　　　　　　　　　　　　　　　　　　　　　　　　　　　　　関前村━━━━┛

（注記）今治市以下の市町村の合併以前の系譜はそれぞれの市・町・村の記事を参照のこと。

```

## 行政

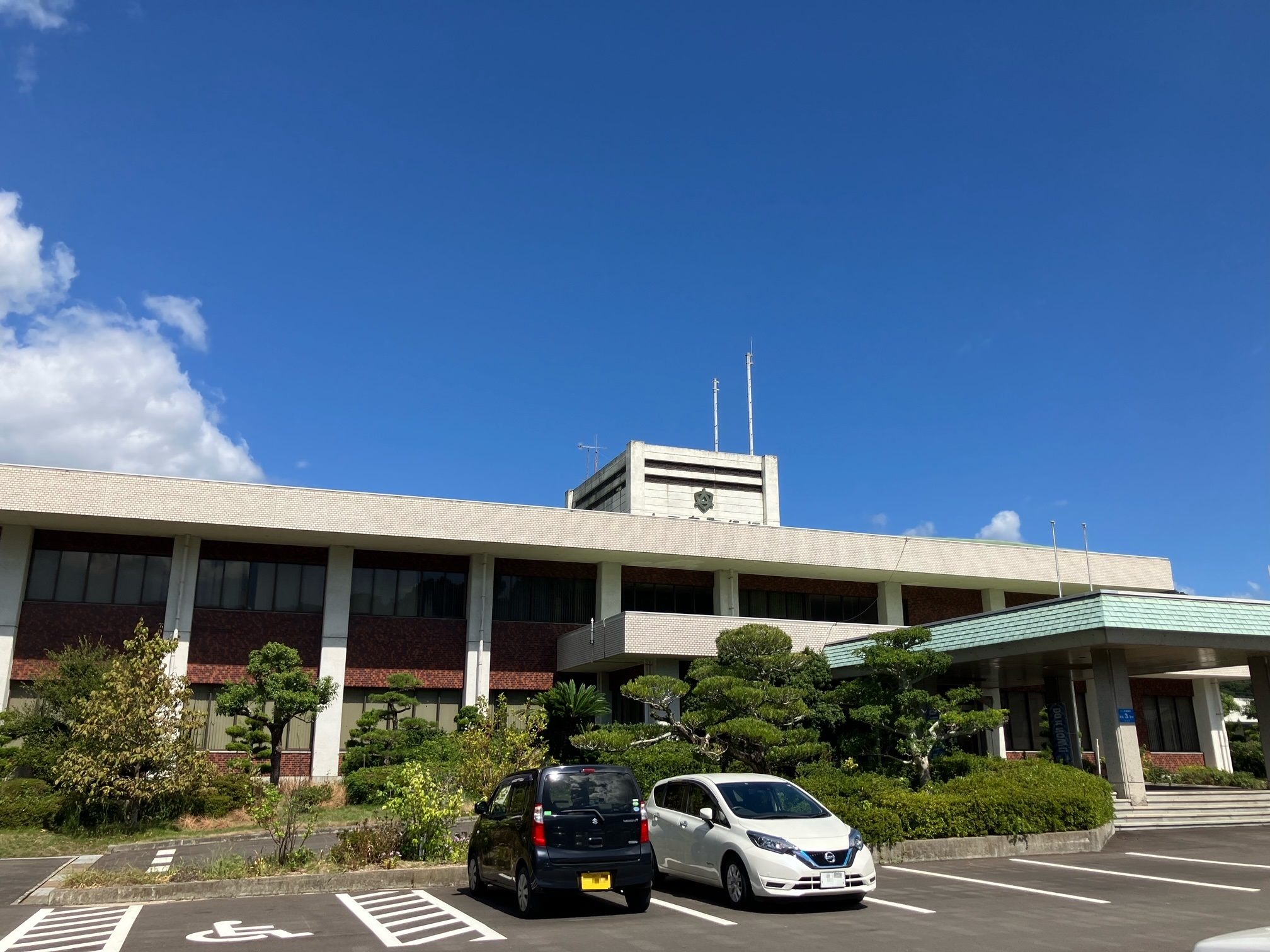
今治市役所大三島支所
（旧大三島町役場）

- 歴代町長
  - 菅良二（元今治市長）
  - 奥本忠孝（最後の町長）

### 平成の市町村合併の経緯
大三島町では、隣接の上浦町、伯方町、吉海町、宮窪町とともに、三島五町と呼ばれており、越智郡内でも島嶼部の間で緊密な関係を有していた。平成の市町村合併に臨むに当たり、大三島町としては二つの道が考えられた。
1. 三島五町で合併する。この場合、人口3万人弱程度の町となる。
2. 三島五町はもちろん、越智郡全体が中心都市である今治市と合併する。この場合、12万人都市である今治市と合わせて、人口は18万人程度になる。

前者は、今治市に近い吉海町に両論あり、どちらかというと今治市と合併を望む人が多かった関係から、同町も難点を示した。後者は、大三島町にとって、市役所本庁から遠く、厳しい選択といえた。しかしながら、平成の市町村合併の趣旨からすると、より大きな自治体となって行政力を強化するということからすれば、三島五町でまとまるということは求心力にも欠ける以上、やむをえない選択であった。この合併については、一抹の不安・寂しさはあったものの、町民から特に強い反対はなかった。
なお、同じ大三島内の上浦町のみとの二町合併は、合併の趣旨からして、そもそもありえない選択といえた。

## 産業

### 工業
- 伯方塩業大三島工場
- 藤原造船所（フェリーなど建造）

## 教育

### 高等学校
- 旧・愛媛県立大三島高等学校
- 日本ウェルネス高等学校本校

### 中学校
- 大三島中学校

### 小学校
- 大三島小学校

## 交通

### 航路
フェリーにより今治港と結ばれている。

### 鉄道
町内に鉄道はない。最寄り駅はJR今治駅である。

### 道路
高速道路
町内に高速道路はない。最寄のインターチェンジは隣接する上浦町にある西瀬戸自動車道の大三島インターチェンジ。
国道
町内に国道はない。
県道
県道21号
県道51号
道の駅
しまなみの駅御島